# Agrotis plectina
Agrotis plectina är en fjärilsart som beskrevs av J. Peter Maassen 1890. Agrotis plectina ingår i släktet Agrotis och familjen nattflyn. Inga underarter finns listade i Catalogue of Life.